# Акамапічтлі
Акамапічтлі (нар.?—пом.1395) — правитель Теночтітлана з 1375 до 1395 року. Ім'я перекладається як «Очерет у руці» або «Оберемок очерету».

## Життєпис

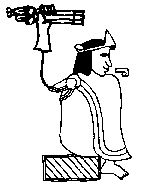

Він був сином знатного мешика Опочтзіна (за іншою версією Акамапічтлі Старшого) та Атотозтлі, яка була донькою знатного тольтека з міста Кольхуакана. Якихось даних щодо його молодості немає. Його призначив володар Ацкапотцалько Тезозомок у 1371 головою Мехіко.
В 1375 році Акамапічтлі одружується з принцесою міста Кольхуакан — Іланкуеітль, яка була донькою Акольмітцлі, правителя Кольхуакана, родичкою тольтекської династії, після чого стає першим тлатоані Теночтітлана. Таким чином, були закладені родинні зв'язки з минулою імперією тольтеків. Це у свою чергу надало право Акамапічтлі на владу у свій долині Мехіко. Пізніше самих мешиків стали називати кольхуас (за назвою міста Кольхуакан). Проте Акамапічтлі залишався данником тлатоані Тезозомока. Водночас Акамапічтлі почав загарбницькі походи проти сусідніх держав — він захопив міста Тенайуку, Куїтлауак, Хочимілько та Мишквік.
При цьому він почав розширювати територію власне міста Теночтітлан за рахунок зведення греблі та насипів. Для забезпечення населення міста, що зростало, харчами Акамапічтлі створював систему плавучих садів. Безпосередньо Теночтітлан було розділено на чотири частини: Мойотлан — на південному заході, Зоквіпан — на південному сході, Куекопан — на північному заході, Атцакуалько — на північному сході. Будинки з очерету почали замінювати на будинки з каменю. Було побудовано великий храм (теокалі). Акамапічтлі також видав перші ацтецькі закони.

## Родина
1. Дружина — Іланкуеітль, з тольтекського міста Кольхуакан.
2. Дружина — Міяхуацін, донька правителя міста Тетепанко.
Діти:
* Хвіціліхвітль.
3. Рабиня
Діти:
* Іцкоатль